# Chiesa di San Giuseppe Patriarca (Campi Salentina)
La chiesa di San Giuseppe Patriarca è una chiesa di Campi Salentina costruita nel 1672. Sorge nel cuore antico della città, sulla fondamenta di un precedente edificio del XV secolo dedicato a San Biagio.

## Prospetto
La chiesa presenta un sobrio prospetto realizzato con conci di pietra calcarenitica. È diviso in due ordini da una cornice marcapiano; il primo presenta un portale d'accesso inquadrato in una decorata cornice in pietra leccese, mentre il secondo ospita al centro una piccola finestra. Quattro lunghe paraste, con capitelli corinzi, adornano ulteriormente la facciata.

## Interno
All'interno, nell'unica aula, si aprono delle piccole nicchie in cui sono presenti alcuni altari barocchi. Di particolare pregio artistico è l'altare centrale dedicato a San Giuseppe Patriarca. Fu ricostruito agli inizi del Settecento dall'architetto leccese Giuseppe Cino con ornamenti e decori in oro zecchino.